# Борисов Михайло Семенович
Борисов Михайло Семенович (21 січня 1904 — 9 лютого 1944) — радянський офіцер, учасник Радянсько-німецької війни, командир 212-го гвардійського стрілецького полку 75-ї Бахмацької двічі Червонозоряної ордена Суворова гвардійської стрілецької дивізії 30-го стрілецького корпусу 60-ї Армії Центрального фронту, Герой Радянського Союзу (17.10.1943), гвардії полковник.

## Біографія
Народився 8 (21) січня 1904 року у с. Барське-Рикіно, зараз Володимирська область РФ в родині селянина. Закінчив 4 класи школи, в 12 років почав працювати на фабриці В. Ф. Демидова в селі Ярцево (зараз місто В'язники).
У Червоній Армії з жовтня 1923 року. В 1926 році закінчив Саратовську піхотну школу. Служив у Прикордонних військах командиром взводу, помічником начальника і начальником прикордонної застави, командиром дивізіону, начальником полкової школи. В 1936 році закінчив вечірній факультет Військової академії ім. Фрунзе.
З вересня 1941 року на посаді заступника командира полку командує 90-м стрілецьким полком 95-ї стрілецької дивізії (2-го формування), яка брала активну участь в обороні Сталінграду. По закінченні боїв у Сталінграді командир 95-ї стрілецької дивізії полковник Василь Горишній в представленні до нагороди підполковника Борисова М. С. орденом Червоного Прапора написав, що як командир полку, він проявив особисту мужність і хоробрість, безпосередньо в бойових лавах керував відбиттям атак противника. 18 вересня 1942 року полк зходу, без підтримки атрилерії, захопив північні і північно-східні схили Мамаєвого кургану і утримав їх, відбиваючи чисельні контратаки. Під час боїв у районі заводу «Барикади» утримував позиції, а потім перейшов в атаку і оволодів дев'ятьма вулицями.
За оборону Сталінграда 95-й стрілецькій дивізії було присвоєно найменування гвардейской, вона стала 75-ю гвардійською стрілецькою дивізією, а 90-й стрілецький полк став 212-м гвардійським стрілецьким полком.
У битва на Курській дузі 212-й гвардійський стрілецький полк під командуванням гвардії підполковника Борисова відбивав наступ німецьких військ в районі Понирі-Ольховатка. Протягом 6 і 7 липня 1943 року полк знищив 34 танки противника, відбивши чотири масовані атаки втримав свої позиції, а в подальшому перейшов в наступ.
Наказом по 13-й Армії Центрального фронту № 136/н від 24.08.1943 р. М. С. Борисов був нагороджений орденом Червоної Зірки.
Гвардії полковник Борисов особливо відзначився в форсуванні ріки Дніпро на північ від Києва, в боях при захопленні і утриманні плацдарму на правому березі Дніпра в районі сіл Глібівка і Ясногородка (Вишгородський район Київської області). В нагородному листі командир 75-ї гвардійської стрілецької дивізії генерал-майор Горишній В. А. відзначив його героїзм, рішучість і відвагу, в результаті чого 23.09.1943 року к 6.00, використовуючи підручні засоби, 6-та рота 212-го полку форсувала Дніпро південніше села Глібівка і окопалася. В 7.15 того ж числа рота захопила пароплав з баржею, забезпечивши переправу частин полку на плацдарм. З 14.00 полк повів наступ на Ясногородку. Протягом дня полк відбив 8 контратак противника силою до батальйону кожна, наступного дня ще 6 контратак, підтримуваних артилерією, мінометним вогнем і танками. Форсуванням Дніпра і закріпленім на його правому березі Борисов забезпечив переправу інших частин дивізії на плацдарм.
Указом Президії Верховної Ради СРСР від 17 жовтня 1943 року за мужність і героїзм, проявлені при форсуванні Дніпра і утриманні плацдарму гвардії полковнику Борисову Михайлу Семеновичу присвоєно звання Героя Радянського Союзу з врученням ордена Леніна і медалі «Золота Зірка».
Михайло Борисов загинув у бою за визволення Білорусі 9 лютого 1944 року біля м. Калинковичі. Похований у братській могилі воїнів 75-ї гвардійської стрілецької дивізії в м. Калинковичі.

## Нагороди
- медаль «Золота Зірка» №---- (17 жовтня 1943)
- Орден Леніна
- Орден Червоного Прапора
- Орден Червоної Зірки
- Орден Знак Пошани
- Медалі

## Пам'ять
- Ім'ям Михайла Семеновича Борисова названо провулок в м. Калинковичі.
- Ім'я Героя увічнено на Алеї Слави біля Вічного вогню у м. В'язники.
- В селі Станки В'язниковського району Володимирської области РФ ім'ям Борисова названо школу і встановлено меморіальну дошку.